# 王思齐
王思齐（1940年—），安徽省铜陵县人。中华人民共和国政治人物。
早年供职于贵州省险峰机床厂，1982年，任厂党委书记。1983年，任贵州省总工会主席。1988年，任中共贵州省黔西南州委书记。1991年，任中共贵州省委秘书长。1993年任中共贵州省委副书记。2003年，当选贵州省政协主席。